# 朝日町 (新潟県)
朝日町（あさひまち）は、新潟県刈羽郡に存在した町。現在の柏崎市北部に位置した。

## 地理
西は日本海に面する。
- 川 ： 別山川

## 沿革
- 1889年（明治22年）4月1日 - 町村制施行により、以下の8村が成立。
  - 石地町（いしじまち） - 石地村、尾町村が合併。なお石地町は発足時の名称を石地町村（いしじまちむら）として公布されていたが、1890年（明治23年）4月18日の新潟県公報で「明治廿二年(三月)県令甲第二十二号改称市町村名中中頸城郡 北大瀁村 ハ 大瀁村 ノ衍」と誤謬訂正しており、明治22年4月1日に遡って名称が訂正される。
  - 大田村（おおたむら） - 大津村、大崎村、甲田村、浜忠村が合併。
  - 別山村（べつやまむら） - 別山村、灰爪村、尾之内村、上山田村が合併。
  - 中川村（なかがわむら） - 鎌田村、礼拝村、下山田村、池浦村、藤掛村、田沢村、伊毛村が合併。
  - 二田村（ふただむら） - 二田村、坂田村、新保村、和田村、黒部村、鬼王村が合併。
  - 長谷村（ながたにむら） - 長嶺村、後谷村が合併。
  - 長原村（ながはらむら） - 井岡村、五日市村、内方村、大坪村、北野村が合併。
  - 妙法寺村（みょうほうじむら） - 妙法寺村が単独村。
- 1899年（明治32年）4月14日 - 二田村、長谷村が合併し、二田村成立。
- 1899年（明治34年）11月1日 - 石地町と大田村が合併して石地町、二田村・長原村・妙法寺村が合併し二田村、別山村と中川村が合併し内郷村がそれぞれ成立。
- 1956年（昭和31年）9月30日 - 石地町、内郷村が合併して朝日町が成立。
- 1959年（昭和34年）4月10日 - 朝日町は二田村の一部と合併して西山町となる。